# Chińska Republika Ludowa na Mistrzostwach Świata w Lekkoatletyce 2017
Chińska Republika Ludowa na Mistrzostwach Świata w Lekkoatletyce 2017 – reprezentacja Chin podczas mistrzostw świata w Londynie liczyła 50 zawodników, którzy zdobyli 7 medali. Wszystkie medale zdobyły kobiety.

## Zdobyte medale
| Medal  | Zawodniczka  | Konkurencja    | Rezultat | Data        |
| ------ | ------------ | -------------- | -------- | ----------- |
| złoto  | Gong Lijiao  | pchnięcie kulą | 19,94    | 9 sierpnia  |
| złoto  | Yang Jiayu   | chód na 20 km  | 1:26:18  | 13 sierpnia |
| srebro | Wang Zheng   | rzut młotem    | 75,98    | 7 sierpnia  |
| srebro | Li Lingwei   | rzut oszczepem | 66,25    | 8 sierpnia  |
| srebro | Yin Hang     | chód na 50 km  | 4:08:58  | 13 sierpnia |
| brąz   | Lü Huihui    | rzut oszczepem | 65,26    | 8 sierpnia  |
| brąz   | Yang Shuqing | chód na 50 km  | 4:20:49  | 13 sierpnia |

## Skład reprezentacji
Mężczyźni
| Zawodnik                                         | Konkurencja                | Eliminacje | Eliminacje | Półfinał | Półfinał | Finał    | Finał   |
| Zawodnik                                         | Konkurencja                | Rezultat   | Pozycja    | Rezultat | Pozycja  | Rezultat | Pozycja |
| ------------------------------------------------ | -------------------------- | ---------- | ---------- | -------- | -------- | -------- | ------- |
| Su Bingtian                                      | bieg na 100 metrów         | 10,03      | 4. Q       | 10,10    | 8. q     | 10,27    | 8.      |
| Xie Zhenye                                       | bieg na 100 metrów         | 10,13      | 14. Q      | 10,28    | 28.      | NQ       | NQ      |
| Xie Wenjun                                       | bieg na 110 m przez płotki | 13,34      | 5. Q       | 13,36    | 12.      | NQ       | NQ      |
| Wu Zhiqiang Xie Zhenye Su Bingtian Zhang Peimeng | sztafeta 4 × 100 m         | 38,20      | 4. Q       | —        | —        | 38,34    | 4.      |
| Jin Xiangqian                                    | chód na 20 km              | —          | —          | —        | —        | 1:21:24  | 19.     |
| Wang Kaihua                                      | chód na 20 km              | —          | —          | —        | —        | 1:19:30  | 7.      |
| Wang Rui                                         | chód na 20 km              | —          | —          | —        | —        | 1:23:09  | 34.     |
| Niu Wenbin                                       | chód na 50 km              | —          | —          | —        | —        | 4:01:35  | 30.     |
| Wu Qianlong                                      | chód na 50 km              | —          | —          | —        | —        | DSQ      | DSQ     |
| Yu Wei                                           | chód na 50 km              | —          | —          | —        | —        | DNF      | DNF     |

| Zawodnik        | Konkurencja   | Kwalifikacje | Kwalifikacje | Finał | Finał   |
| Zawodnik        | Konkurencja   | Wynik        | Pozycja      | Wynik | Pozycja |
| --------------- | ------------- | ------------ | ------------ | ----- | ------- |
| Wang Yu         | skok wzwyż    | 2,29         | 12. q        | DNS   | DNS     |
| Zhang Guowei    | skok wzwyż    | 2,22         | 24.          | NQ    | NQ      |
| Xue Changrui    | skok o tyczce | 5,60         | 10. q        | 5,82  | 4.      |
| Yao Jie         | skok o tyczce | 5,60         | =11. q       | NM    | –       |
| Huang Changzhou | skok w dal    | 7,70         | 24.          | NQ    | NQ      |
| Shi Yuhao       | skok w dal    | 8,06         | 7. Q         | 8,23  | 6.      |
| Wang Jianan     | skok w dal    | 7,92         | 11. q        | 8,23  | 7.      |
| Fang Yaoqing    | trójskok      | 16,17        | 26.          | NQ    | NQ      |
| Wu Ruiting      | trójskok      | 16,66        | 11. q        | 16,66 | 9.      |

Kobiety
| Zawodniczka                                  | Konkurencja        | Eliminacje | Eliminacje | Półfinał | Półfinał | Finał    | Finał   |
| Zawodniczka                                  | Konkurencja        | Rezultat   | Pozycja    | Rezultat | Pozycja  | Rezultat | Pozycja |
| -------------------------------------------- | ------------------ | ---------- | ---------- | -------- | -------- | -------- | ------- |
| Wei Yongli                                   | bieg na 100 metrów | 11,37      | 26.        | NQ       | NQ       | NQ       | NQ      |
| Cao Mojie                                    | maraton            | —          | DNF        | DNF      |          |          |         |
| Liu Qinghong                                 | maraton            | —          | 2:52:21    | 65.      |          |          |         |
| Tao Yujia Wei Yongli Ge Manqi Liang Xiaojing | sztafeta 4 × 100 m | DSQ        | DSQ        | —        | —        | NQ       | NQ      |
| Lü Xiuzhi                                    | chód na 20 km      | —          | —          | —        | —        | DSQ      | DSQ     |
| Wang Na                                      | chód na 20 km      | —          | —          | —        | —        | 1:29:26  | 8.      |
| Yang Jiayu                                   | chód na 20 km      | —          | —          | —        | —        | 1:26:18  | złoto   |
| Yang Shuqing                                 | chód na 50 km      | —          | —          | —        | —        | 4:20:49  | brąz    |
| Yin Hang                                     | chód na 50 km      | —          | —          | —        | —        | 4:08:58  | srebro  |

| Zawodniczka  | Konkurencja    | Kwalifikacje | Kwalifikacje | Finał | Finał   |
| Zawodniczka  | Konkurencja    | Wynik        | Pozycja      | Wynik | Pozycja |
| ------------ | -------------- | ------------ | ------------ | ----- | ------- |
| Bian Ka      | pchnięcie kulą | 18,18        | 6. q         | 17,60 | 12.     |
| Gao Yang     | pchnięcie kulą | 17,87        | 10. q        | 18,25 | 5.      |
| Gong Lijiao  | pchnięcie kulą | 18,97        | 1. Q         | 19,94 | złoto   |
| Chen Yang    | rzut dyskiem   | 62,71        | 9. Q         | 61,28 | 10.     |
| Feng Bin     | rzut dyskiem   | 62,48        | 10. q        | 61,56 | 8.      |
| Su Xinyue    | rzut dyskiem   | 63,00        | 7. Q         | 63,37 | 7.      |
| Li Lingwei   | rzut oszczepem | 62,29        | 12. q        | 66,25 | srebro  |
| Liu Shiying  | rzut oszczepem | 64,72        | 4. Q         | 62,84 | 8.      |
| Lü Huihui    | rzut oszczepem | 67,59        | 1. Q         | 65,26 | brąz    |
| Luo Na       | rzut młotem    | 69,54        | 13.          | NQ    | NQ      |
| Wang Zheng   | rzut młotem    | 71,89        | 7. Q         | 75,98 | srebro  |
| Zhang Wenxiu | rzut młotem    | 71,39        | 10. q        | 74,53 | 4.      |